# Har Chilazon
Har Chilazon (hebrejsky: הר חילזון) je vrch o nadmořské výšce 352 metrů v severním Izraeli, v Dolní Galileji.
Nachází se cca 5 kilometrů severovýchodně od města Sachnin. Má podobu úzkého hřbetu se zalesněnými svahy, který na všech stranách vystupuje nad okolní krajinu. Vrcholová partie je odlesněná a stojí na ni vesnice Lotem. Na jižní a severní straně terén prudce klesá do údolí Bik'at Sachnin. Po jižním úpatí hory protéká vádí Nachal Chilazon. Na severním úbočí je to vádí Nachal Kecach. Na východní straně je rovněž strmý terénní stupeň, který klesá do údolí vádí Nachal Calmon.